# Карстен Мюллер
Ка́рстен Мю́ллер (нім. Karsten Müller; нар. 23 листопада 1970, Гамбург) — німецький шахіст, гросмейстер (1998), математик (PhD, 2002 рік, Гамбург). Володар Кубка Німеччини (2000), чемпіон Німеччини з бліцу (2001), дворазовий призер особистого чемпіонату Німеччини з класичним контролем часу, тренер року в Німеччині (2007).

## Спортивна кар'єра
Вперше зіграв у вищій лізі командного чемпіонату Німеччини в сезоні 1988/89. Двічі (у 1996 та 1997 роках) ставав бронзовим призером особистого чемпіонату Німеччини. У 1998 році отримав звання гросмейстера. У 2000 році здобув Кубок Німеччини з шахів, а наступного року став чемпіоном Німеччини з бліцу.
Найвищого рейтингу у шаховій кар'єрі досягав 1 січня 1999 року, з результатом 2558 пунктів, займаючи 12-те місце серед німецьких шахістів.
Протягом багатьох років Мюллер тренував юних шахістів у Нижній Саксонії. Після того, як двоє його вихованців у 2007 році стали чемпіонами країни (серед хлопчиків у віці до 12 років і серед дівчаток у віці до 10 років), був визнаний тренером року в Німеччині.
Карстен Мюллер добре відомий як співавтор декількох книг, присвячених шахам, найпопулярнішими з яких є видання, присвячені ендшпілю, написані спільно з Франком Лампрехтом.

## Книги
- Müller, Karsten; Lamprecht, Frank (2000), Secrets of Pawn Endings, Everyman Chess, ISBN 978-1-85744-255-7 Corrected edition by Gambit in 2007, ISBN 978-1-904600-88-6.
- Müller, Karsten; Lamprecht, Frank (2001), Fundamental Chess Endings, Gambit Publications, ISBN 1-901983-53-6
- Müller, Karsten; Meyer, Claus Dieter (2002), The Magic of Chess Tactics, Russell Enterprises, ISBN 1-888690-14-3
- Müller, Karsten; Pajeken, Wolfgang (2008), How to Play Chess Endings, Gambit Publications, ISBN 978-1-904600-86-2
- Müller, Karsten (2009), Bobby Fischer (The Career and Complete Games of the American World Chess Champion), Russell Enterprises, ISBN 978-1-888690-59-0